# Grabiny Zameczek
Grabiny Zameczek – zlikwidowany przystanek osobowy w Grabinach-Zameczku, w gminie Suchy Dąb, w powiecie gdańskim, w województwie pomorskim. Położony był na linii kolejowej z Gdańska Wąskotorowego do Giemlic. Linia ta została otwarta w 1905 roku. W 1974 roku uległa likwidacji.